# Апулько (муниципалитет)
Апулько (исп. Apulco) — муниципалитет в Мексике, входит в штат Сакатекас.